# Карл Ойген (герцог Вюртембергу)
Карл II Ойген (нім. Karl Eugen; 11 лютого 1728 — 24 жовтня 1793) — 12-й герцог Вюртембергу в 1737—1793 роках.

## Життєпис

### Регентство
Походив з Вюртемберзького дому, Штутгарт-Віннентальської гілки. Старший син Карла I Александра, герцога Вюртембергу, та Марії Августи Турн-унд-Таксіс. Народився 1728 року в Брюсселі. 1737 року після смерті батька став герцогом Вюртембергу. Втім через малий вік регентами було призначено його родичів Карла Рудольф, герцога Вюртемберг-Нойєнштадту, і Карла Фрідріха II, герцога Вюртемберг-Ельса.
Освіту з 1741 року здобував при дворі прусського короля Фрідріха II. Вчителем музики молодого вюртемберзького герцога був Карл Філіпп Емануель Бах. 1744 року Карла Ойгена було оголошено повнолітнім, внаслідок чого скасовано регентство.

### Герцогування
У 1750 року відсторонив матір від управління, відіславши її до замку Геппінген. Після цього намагався слідувати тодішнім настроям, зберігаючи абсолютну владу та підтримуючи розкішний двір. Також постійно вів будівництво замків й палаців — Нового в Штутгарті, Солітюд (Самотності), Монрепос (Мій Відпочинок) на озері поблизу Людвігзбурзької резиденції, Гогенгайм. Для цього запрошували найкращих архітекторів, художників. Це призвело до величезних фінансових труднощів герцогства.
При дворі герцога мешкав поет, композитор Крістіан Фрідріх Даніель Шубарт. Але за критику своєї коханки герцог запроторив Шубарта до фортеці Асперг на 10 років. Також у герцога не склалися стосунки з поетом Фрідріхом Шиллером, якого Карл II Ойген змусив навчатися у військовій академії, а 1782 року за п'єсу «Розбійники» наказав посадити на гауптвахту й заборонив займатися поезією. В результаті 1782 року Шиллер втік зі Штутгарта й залишив Вюртемберг.
1748 року Карл Ойген пошлюбив представницю Байройтських Гогенцоллернів. Втім стосунки не склалися через численних коханок герцога. 1756 року дружинна повернулася до своїх батьків.
1761 року заснував Академію витончених мистецтв в Штутгарті. 1763 року з початком Семирічної війни став на бік Австрії. 1765 року заснував Герцогську публічну бібліотеку в Людвігсбурзі. 1767 року призначив себе ректором Тюбінгенського університету Ебергардіна, який перейменував в університет Ебергардіна-Кароліна.
1770 року заснував Карлову школу в палаці Солітюд. 1775 року переносить резиденцію до Штутгарта. Сюди також було перенесено наукові, мистецькі та освітні заклади, що розташовувалися в Людвігсбурзі. 1778 року започаткував нову зовнішню й внутрішню полтику — перехід до нейтралітету, зменшення війська, скорочення державних видатків, сприяння освіті та культурі.
1780 року після смерті дружини герцог Вюртембергу оженився зі своєю давньою коханкою Францискою фон Ертінген, яка позитивно вплинула на характер герцога. 1781 року Карл Ойген стає почесним членом Геттінгенської академії наук.
Помер 1793 року в замку Гогенгайм поблизу Штутгарта. Йому спадкував брат Людвіг Ойген.

## Родина
1. Дружина — Єлизавета Фредеріка Софія, донька Фрідріха Гогенцоллерна, маркграфа Бранденбург-Байройт.
Діти:
- Фредеріка Вільгельміна Августа Луїза Шарлотта (1750—1751)

2. Дружина — Франциска Терезія, донька барона Людвіга Вільгельма фон Бернердіна.
Дітей не було.
77 бастардів.